# Comuna Semerenkî, Trosteaneț
Semerenkî (în ucraineană Семереньки) este o comună în raionul Trosteaneț, regiunea Sumî, Ucraina, formată din satele Poleane și Semerenkî (reședința).

## Demografie
Componența lingvistică a comunei Semerenkî
     Rusă (57,08%)
     Ucraineană (42,81%)
     Alte limbi (0,11%)
Conform recensământului din 2001, majoritatea populației comunei Semerenkî era vorbitoare de rusă (57,08%), existând în minoritate și vorbitori de ucraineană (42,81%).